# Bob Woodruff
Robert Warren "Bob" Woodruff (18 de agosto de 1961) es un periodista de televisión estadounidense. 
Aunque su carrera de periodismo comenzó en 1989, es más conocido por reemplazar a Peter Jennings como copresentador en la emisión de noticias de la noche de ABC, «World News Tonight» (Noticias Mundiales Ésta Noche) en enero de 2006, y por ser el primer presentador de noticias estadounidense en ser herido en una guerra, en la que estuvo a punto de fallecer por un artefacto explosivo improvisado en Irak.

## Coberturas
Como periodista, ha cubierto numerosos eventos:
- La campaña presidencial para la nominación del partido demócrata de los EE. UU. de John Edwards
- La muerte del Papa Juan Pablo II
- Operación Libertad Iraquí
- Corea del Norte e Irán por cual se le adjudicó el premio David Bloom a la excelencia.
- Huracán Katrina
- Elección legislativa palestina del 2006.

## Biografía
Los padres de Woodruff son Robert y Fran Woodruff. Bob y su mujer, Lee, tienen cuatro hijos. Él no está relacionado con la periodista de televisión Judy Woodruff.
Creación en Bloomfield Hills, Míchigan donde se graduó en la escuela privada de Cranbrook Kingswood en 1979. 
Ganó un B.A. de la Universidad Colgate en 1983 y un a J.D. de University de Michigan Law School en 1987. Es un alumno de la fraternidad Theta Chi.
Después de graduarse en la escuela de derecho, trabajó en Shearman & Sterling . 
En 1989, mientras enseñaba derecho en Pekín, la CBS News contrató a Woodruff como intérprete durante el incidente de Tian'anmen. 
Poco después, abandonó la práctica de derecho y se convirtió en corresponsal, trabajando para varias emisoras locales y trasladándose después a ABC News en 1996.

## Herido en Irak
El 29 de enero de 2006, Woodruff y el cámara de televisión canadiense Doug Vogt fueron gravemente heridos en una explosión por un artefacto explosivo improvisado, cerca de Taji, Irak, a 12 millas al norte de Bagdad. Woodruff había viajado con un equipo de ABC News a Israel para documentar las Elecciones legislativas de Palestina de 2006. Vía Amán hacia Bagdad, se encontró con tropas estadounidenses.
En el momento, se encontraban con la 4.ª División de Infantería de los Estados Unidos, viajando en un MT-LB iraquí. Woodruff y Vogt filmaban a pie, con sus cabezas sobre la escotilla. Ambos llevaban chaleco antibalas y casco. Woodruff tenía heridas ocasionadas por la metralla y Vogt fue alcanzado por la metralla en la cabeza y se rompió un hombro. Ambos necesitaron atención quirúrgica en el hospital militar de Estados Unidos en Balad, y como relataron, estaban en condición estable. Tom Brokaw dijo en el show Today que a Woodruff le habían retirado una parte de su cráneo para reducir el daño por edema cerebral.
Woodruff y Vogt fueron evacuados al hospital de la Comandancia Médica del Ejército de los Estados Unidos en Landstuhl, Alemania en la noche del domingo, 29 de enero. Esa noche, en el noticiario de ABC, World News Tonight Elizabeth Vargas habló sobre los peligros del periodismo en zona de combate y deseó una pronta recuperación a Woodruff y Vogt.
Después de dejar Alemania, fue tratado durante semanas en el Centro Médico Naval Nacional en Bethesda (Maryland). A pesar de la eliminación de parte de su cráneo, su amiga Martha Raddatz dijo que no había sufrido una desfiguración importante.

### Recuperación de las heridas
Se le mantuvo en un coma inducido durante varias semanas para ayudar a su recuperación y ABC News asignó el programa Good Morning America a Charlie Gibson y Diane Sawyer para que lo presentaran junto con Vargas. Mientras, se comunicó que Vogt estaba despierto, se movía y se estaba recuperando.
El 7 de marzo de 2006, el hermano de Woodruff comunicó que el periodista de ABC estaba empezando a caminar, a reconocer amigos y familiares y a hablar en varios idiomas.
El 16 de marzo de 2006 trasladaron a Woodruff a un centro médico cercano a su casa, en el Condado de Westchester. El presidente de ABC News, David Westin dijo en un correo electrónico a la directiva de ABC que Woodruff "está progresando en todos los aspectos".  El correo de Westin decía que Woodruff era capaz de hablar y bromear con su familia, pero que estaba a "meses de una recuperación completa".
El 6 de abril de 2006, ABC News mostró fotografías de Woodruff recuperándose en casa, junto con una carta de agradecimiento a todo el mundo por el apoyo y comprensión mostrada durante su recuperación. Agradeció especialmente el trabajo de los soldados, doctores y enfermeras que salvaron su vida.
El 29 de diciembre de 2006, Lee, la mujer de Woodruff, editora de Family Fun Magazine apareció en Good Morning America para hablar sobre actividades familiares para celebrar el año nuevo. Durante la entrevista, la presentadora Kate Snow preguntó sobre el estado de su marido. Lee respondió que estaba bien, filmando un documental sobre sus experiencias. También reveló que había vuelto a Irak tras el accidente para visitar a los soldados con los que estaba viajando en el momento de ser herido.

### Consecuencias de su ausencia
Su larga ausencia tras ser herido y el anuncio de embarazo de Vargas, creó consternación en ABC. El ícono Diane Sawyer fue la presentadora temporal junto con la veterana Charlie Gibson.
World News Tonight de ABC se mantiene segundo en el ranking de Nielsen Media Research
El 23 de mayo de 2006, Vargas anunció su retiro de WNT, argumentando que los doctores le recomendaron acortar su agenda de trabajo debido a su futura maternidad y su deseo de pasar más tiempo con su nuevo bebé. A partir del 29 de mayo, Gibson era el único presentador del show.

### Retorno al aire
El 27 de febrero de 2007, Woodruff apareció en Good Morning America, World News Tonight, y The Oprah Winfrey Show, para hablar del documental que saldría al aire esa misma noche en ABC. A pesar de haber hecho grandes progresos en su recuperación, durante la entrevista en GMA con Diane Sawyer, Woodruff tuvo dificultades para recordar algunas palabras y detalles, tales como el nombre de la Guerra de Vietnam y la palabra "herida". El documental, de una hora, llamado "Vuelta a Iraq: Entrevista de Bob Woodruff", explora las consecuencias del traumatismo craneoencefálico, y resalta las dificultades que encaran los veteranos con heridas cerebrales —tema que apareció por primera vez en la revista Discover varias semanas antes, y fue elaborado por reporteros del Washington Post.
Woodruff volvió a participar en World News Tonight el 28 de febrero con el primero de varios reportajes enfocados a los problemas que encuentran los soldados americanos en su tratamiento y recuperación, principalmente en el Walter Reed Army Medical Center. El 7 de marzo, comenzó a hacer reportajes para Nightline "a intervalos regulares".

### Libro
En febrero de 2007, Woodruff y su mujer publicaron sus experiencias tras las heridas de Bob. Detallan los comienzos de la carrera de periodismo de Woodruff y la formación de la familia de Bob y Lee. El libro se centra en la explosión en Irak que afectó a su familia y en la larga recuperación de Bob. Un porcentaje de los beneficios se donaron a la Fundación para el Traumatismo Cerebral de Bob Woodruff.